# Retables de la Sainte-Chapelle

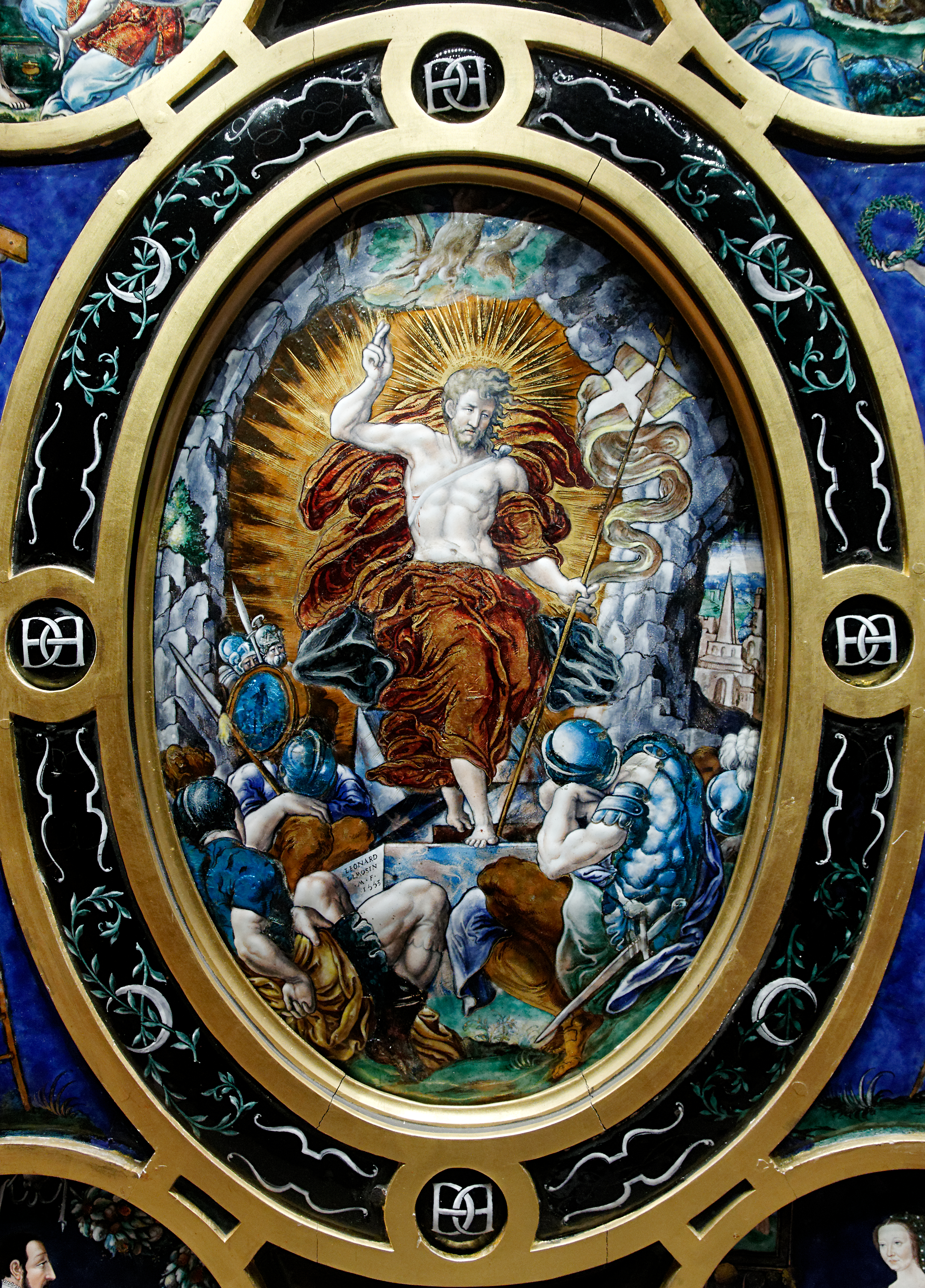
Retable de la Résurrection

Les retables de la Sainte-Chapelle sont deux retables en émail peint sur cuivre, commandés à Léonard Limosin en 1553. L'un a pour thème la Crucifixion, et l'autre la Résurrection du Christ. Destinés à la Sainte-Chapelle, sur ordre du roi Henri II, ils  sont mis en place dans la "chapelle haute" en août 1553, le jour de l'Assomption, et y restent jusqu'à la Révolution. Après un passage au Musée des monuments français créé par Alexandre Lenoir sur le site du couvent des Petits-Augustins, ils sont remis au musée du Louvre en 1816. 
Chaque retable est constitué de vingt-trois plaques; Sur la partie inférieure sont représentés, pour La Crucifixion, les portraits de François Ier et Claude de France, pour La Résurrection, ceux de Henri II et Catherine de Médicis. Autour du médaillon central, quatre anges portent les instruments de la Passion sur chacun des retables.
Les modèles utilisés par Léonard Limosin pour réaliser les plaques ont été réalisés par Nicolò dell'Abbate.
Le retable de la Crucifixion porte le numéro d'inventaire MR 208 1, tandis que le retable de la Résurrection porte le numéro MR 208 2